# Ткачов Василь Олексійович
Васи́ль Олексі́йович Ткачо́в (1896, село Жедрінка Петровського повіту Саратовської губернії, тепер Саратовської області, Російська Федерація — розстріляний 18 листопада 1941) — радянський діяч органів держбезпеки, народний комісар внутрішніх справ Бурят-Монгольської АРСР. Входив до складу особливої трійки НКВС СРСР. Депутат Верховної Ради СРСР 1-го скликання (1937—1940).

## Біографія
Народився в багатодітній селянській родині. До 1915 року працював в господарстві батька, був наймитом на сезонних роботах.
У 1915—1918 роках — рядовий 161-го піхотного окремого запасного полку російської армії; вчився в полковій навчальній команді, отримав звання старшого унтерофіцера; на службі в 250-му Змієвському полку російської армії. Учасник Першої світової війни.
У 1918 році — секретар сільської ради Ключевської волості. У 1918—1919 роках — військовий комісар Ключевської волості.
У 1919—1920 роках — курсант Перших Саратовських командних курсів РСЧА.
Член РКП(б) з 1919 року.
У 1920—1921 роках — секретний співробітник розвідувального управління Кавказького фронту РСЧА. У 1921—1922 роках — секретний співробітник, начальник 2-го відділу розвідувального управління Східного фронту РСЧА. У 1922 році — начальник 2-го відділення розвідувального відділу 2-ї Приамурської стрілецької дивізії РСЧА.
У 1923—1924 роках — помічник уповноваженого і уповноважений контррозвідувального відділу Приамурського губернського відділу ДПУ; уповноважений по боротьбі з контрабандою 21-го прикордонного загону ОДПУ. У 1924—1925 роках — уповноважений частини прикордонної охорони Забайкальського губернського відділу ДПУ в місті Читі.
У 1925—1927 роках — курсант Вищої прикордонної школи ОДПУ.
У березні 1927 — 1928 року — помічник начальника 53-го Даурського прикордонного загону ОДПУ по секретно-оперативній частині. У 1928 — грудні 1929 року — помічник начальника 55-го Чернявського прикордонного загону ОДПУ по секретно-оперативній частині. У грудні 1929 — січні 1932 року — помічник начальника 44-го Ленкоранського прикордонного загону ОДПУ по секретно-оперативній частині.
У січні 1932 — 1933 року — керівник спеціального циклу 1-ї прикордонної школи ОДПУ.
У 1933 році — в.о. старшого інспектора військ ОДПУ по Івановській промисловій області. У 1933 — липні 1934 року — в.о. старшого інспектора оперативного відділу Інспекції військ Повноважного представництва ОДПУ по Горьковській області. У 1934 році — в.о. старшого інспектора Управління внутрішньої охорони УНКВС по Горьковській області.
У 1934—1936 роках — слухач старшого курсу Вищої прикордонної школи НКВС у Москві.
У 1936 — жовтні 1937 року — начальник 48-го Таджицького прикордонного загону НКВС.
1 жовтня 1937 — 23 вересня 1939 року — народний комісар внутрішніх справ Бурят-Монгольської АРСР. Входив до складу особливої трійки, створеної за наказом НКВС СРСР від 30 липня 1937 року, брав активну участь в сталінських репресіях.
25 листопада 1939 року звільнений із НКВС у запас.
Заарештований 20 грудня 1940 року. Засуджений Військовим трибуналом військ НКВС Забайкальського округу 26 червня 1941 року до страти. Розстріляний 18 листопада 1941 року. Не реабілітований.

## Звання
- майор (15.05.1936)
- капітан державної безпеки (5.02.1938)
- полковник (3.04.1938)

## Нагороди
- орден Червоної Зірки (19.12.1937)
- медаль «XX років Робітничо-Селянській Червоній Армії» (22.02.1938)